# Lienardia apiculata
Lienardia apiculata är en snäckart. Lienardia apiculata ingår i släktet Lienardia och familjen Turridae. Inga underarter finns listade i Catalogue of Life.